# Raveniola concolor
Raveniola concolor är en spindelart som beskrevs av Sergei Zonstein 2000. Raveniola concolor ingår i släktet Raveniola och familjen Nemesiidae. Inga underarter finns listade i Catalogue of Life.